# Президентские выборы в Гаити (2015)
Президентские выборы на Гаити проходили 25 октября 2015 года одновременно с местными выборами и с первым туром парламентских выборов. Президент Мишель Мартейи не мог баллотироваться на новый срок. В первом туре никто из кандидатов не получил абсолютного большинства и второй тур был назначен на 27 декабря 2015 года. Однако, 22 декабря 2015 года Временный избирательный комитет объявил о том, что 2-й тур отложен на неопределённое время. 1 января 2016 года президент Мишель Мартейи объявил о проведении выборов 17 января 2016 года, затем о новой дате 24 января. 20 января кандидат в президенты Жюд Селестен, занявший второе место в первом туре, заявил, что «любой, кто будет участвовать в перевыборах — предатель нации».
После беспорядков 22 января Избирательный комитет вновь отложил второй тур, хотя президент днём раньше подтвердил о проведении перевыборов. Затем перевыборы перенесли на 24 апреля 2016 года.
Наконец, 5 апреля 2016 года Избирательный комитет объявил о том, что должны быть проведены новые президентские выборы вместе со 2-м туром отложенных парламентских выборов.

## Кандидаты
Изначально 70 кандидатов заявили о желании баллотироваться, из которых было 64 мужчины и 6 женщин.
Окончательный список кандидатов, опубликованный 12 июня, включал 58 кандидатов, а после исключения 2 из них осталось 56 кандидатов.

## Результаты
Предварительные итоги Избирательного комитета показывали, что Жовенель Моиз получил 32,81 % голосов, а Жюд Селестен —  25,27 %.
После объявления предварительных результатов 25 октября 2015 года Жюд Селестен заявил, что не признаёт их. К его критике присоединились пять других кандидатов. Они выпустили совместное заявление, в котором денонсировали результаты как «антидемократические» и призывали к уважению мнения народа. Сторонники Селестена организовали уличные протесты вместе со сторонниками Жана-Шарля Моиса платформы Пити Десален и кандидата от партии бывшего президента Жана-Бертрана Аристида Fanmi Lavalas Марисы Нарсисс, занявшими 3-е и 4-е места, соотв.. Протестующие забрасывали полицию камнями и жгли покрышки. Полиция отвечала слезоточивым газом и арестами.
| Кандидат                                                              | Партия                                                                                | 1-й тур   | 1-й тур |
| Кандидат                                                              | Партия                                                                                | Голоса    | %       |
| --------------------------------------------------------------------- | ------------------------------------------------------------------------------------- | --------- | ------- |
| Жовенель Моиз                                                         | Гаитянская партия Тет Кале                                                            | 508 761   | 32,81   |
| Жюд Селестен                                                          | Альтернативная лига за гаитянский прогресс и освобождение                             | 392 782   | 25,27   |
| Жан-Шарль Моиз                                                        | Платформа Пити Десален                                                                | 222 109   | 14,27   |
| Марис Нарсисс                                                         | Fanmi Lavalas                                                                         | 108 844   | 7,05    |
| Эрик Жан Батист                                                       | Движение социалистического действия                                                   | 56 427    | 3,63    |
| Жан Анри Сеан                                                         | Renmen Ayiti                                                                          | 38 898    | 2,50    |
| Совёр Пьер Этьенн                                                     | Организация борющегося народа                                                         | 30 144    | 1,94    |
| Ирвансон Стеван Бенуа                                                 | Konviksyon                                                                            | 17 796    | 1,14    |
| Стеев Кавли                                                           | Сеть национального щита                                                               | 16 752    | 1,08    |
| Самюэль Мадистен                                                      | Mouvement Patriotique Populaire Dessalinien                                           | 13 640    | 0,88    |
| Жан-Шаванн Жён                                                        | Canaan                                                                                | 10 477    | 0,67    |
| Максо Жозеф                                                           | Rassemblement des Nationaux Democrates Volontaires pour l'Unité Salvatrice            | 8914      | 0,57    |
| Жан Кларан Ренуа                                                      | Национальный союз за целостность и примирение                                         | 8819      | 0,57    |
| Шаванн Жан Батист                                                     | Konbit Travaye Peyizan pou Libere Haiti                                               | 7412      | 0,48    |
| Марио Андресоль                                                       | Независимый                                                                           | 7239      | 0,46    |
| Бозиль Эдмон Сюпплис                                                  | Соединение гаитянских сициал-демократов                                               | 5876      | 0,38    |
| Амос Андре                                                            | Front Uni Pour la Renaissance d'Haiti                                                 | 4888      | 0,31    |
| Авиоль Флёран                                                         | Новое Гаити                                                                           | 4886      | 0,31    |
| Жан Бони Александр                                                    | Национальный договор                                                                  | 4493      | 0,29    |
| Даниэль Дюпитон                                                       | Национальное единство гаитянских политических партий                                  | 3739      | 0,24    |
| Ренольд Жан Клод Базен                                                | Христианское движение за новое Гаити                                                  | 3570      | 0,23    |
| Мишель Фред Брютюс                                                    | Федералистская партия                                                                 | 3177      | 0,20    |
| Жозеф Дюрандисс                                                       | Retabli Ayiti                                                                         | 2809      | 0,18    |
| Шарль Анри Бакер                                                      | Уважение                                                                              | 2780      | 0,18    |
| Мари Антуанетт Готье                                                  | План гражданского действия                                                            | 2769      | 0,18    |
| Ив Даниэль                                                            | Pati Kreyol Nouye                                                                     | 2715      | 0,17    |
| Жефте Люсьян                                                          | Объединённая социалистическая партия                                                  | 2544      | 0,16    |
| Симон Дьёсёль Дезра                                                   | Политическая платформа Пальми                                                         | 2459      | 0,16    |
| Вестнер Поликарп                                                      | Гаитянское революционное движение                                                     | 2316      | 0,15    |
| Жан Эрве Шарль                                                        | Партия за гаитянское национальное развитие                                            | 2148      | 0,14    |
| Жан Палем Матюрен                                                     | Политическая платформа G18                                                            | 2142      | 0,14    |
| Жак Сампёр                                                            | Konbit Liberasyon Ekonomik                                                            | 2111      | 0,14    |
| Матиас Пьер                                                           | Konsyans Patriyotik                                                                   | 1939      | 0,12    |
| Жозеф Арри Брету                                                      | Konbit pou Ayiti                                                                      | 1902      | 0,12    |
| Дальвиу Жерар                                                         | Альтернативная партия за развитие Гаити                                               | 1717      | 0,11    |
| Мишле Нестор                                                          | Коалиция за Конвенцию реконструкции согласия граждан Гаити                            | 1711      | 0,11    |
| Френель Ларосьер                                                      | Движение за восстановление демократии на Гаити                                        | 1698      | 0,11    |
| Невтон Луи Сен-Жюст                                                   | Fwon Revolisyone pou Entegrasyon Mas Yo                                               | 1677      | 0,11    |
| Жан Вьенер Теажен                                                     | Parti pour la Rénovation d'Haiti                                                      | 1543      | 0,10    |
| Мишель Андре                                                          | Plateforme Jistis                                                                     | 1270      | 0,08    |
| Рен Жюльян                                                            | Демократическое действие за Batir Haiti                                               | 1245      | 0,08    |
| Вилэр Клюни Дюросо                                                    | Mouveman pou Endepandans Kiltirel Sosyal Ekonomik ak Politik an Ayiti                 | 1205      | 0,08    |
| Антуан Жозеф                                                          | Delivrans                                                                             | 1160      | 0,07    |
| Жан Рональд Корнели                                                   | Союз гаитянских патриотов                                                             | 1159      | 0,07    |
| Жан Бертен                                                            | Движение республиканского союза                                                       | 1131      | 0,07    |
| Марк-Артюр Друйар                                                     | Партия национального единства                                                         | 929       | 0,06    |
| Ролан Маглуар                                                         | Демократическо-институалистическая партия                                             | 916       | 0,06    |
| Эммануэль Жозеф Жорж Брюне                                            | Политическая платформа Entrenou                                                       | 882       | 0,06    |
| Жан Понси                                                             | Экономическая и социальная регенерация в единстве и всеобщей свободе действия за всех | 858       | 0,06    |
| Кеслер Дальмаси                                                       | Mopanou                                                                               | 808       | 0,05    |
| Диони Монестим                                                        | Независимый                                                                           | 758       | 0,05    |
| Нельсон Флекур                                                        | Olahh Baton Jenes La                                                                  | 757       | 0,05    |
| Жо Мари Жюди Руа                                                      | Патриотическай перегруппировка за национальное обновление                             | 678       | 0,04    |
| Люкнер Дезир                                                          | Мобилизация за прогресс Гаити                                                         | 591       | 0,04    |
| Против всех                                                           | Против всех                                                                           | 22 161    | 1,42    |
| Недействительные/пустые бюллетени                                     | Недействительные/пустые бюллетени                                                     | 120 066   | –       |
| Всего                                                                 | Всего                                                                                 | 1 553 131 | 100     |
| Источник: CEP Haiti Архивная копия от 4 марта 2016 на Wayback Machine |                                                                                       |           |         |